# Kaarst
Kaarst − miasto w zachodnich Niemczech, w kraju związkowym Nadrenia Północna-Westfalia, w rejencji Düsseldorf, w powiecie Rhein-Kreis Neuss. Liczy 42.156 mieszkańców (31 grudnia 2012) na powierzchni 37,40 km².

## Współpraca
Miejscowości partnerskie:
- La Madeleine, Francja
- Perleberg, Brandenburgia